# Wahlsburg
Wahlsburg is een voormalige gemeente in de Duitse deelstaat Hessen die deel uitmaakte van het district Kassel.
Wahlsburg telde 2402 inwoners in het jaar 2004.
De gemeente fuseerde op 1 januari 2020 met Oberweser tot de gemeente Wesertal.